# Aeropuerto de Tuticorin

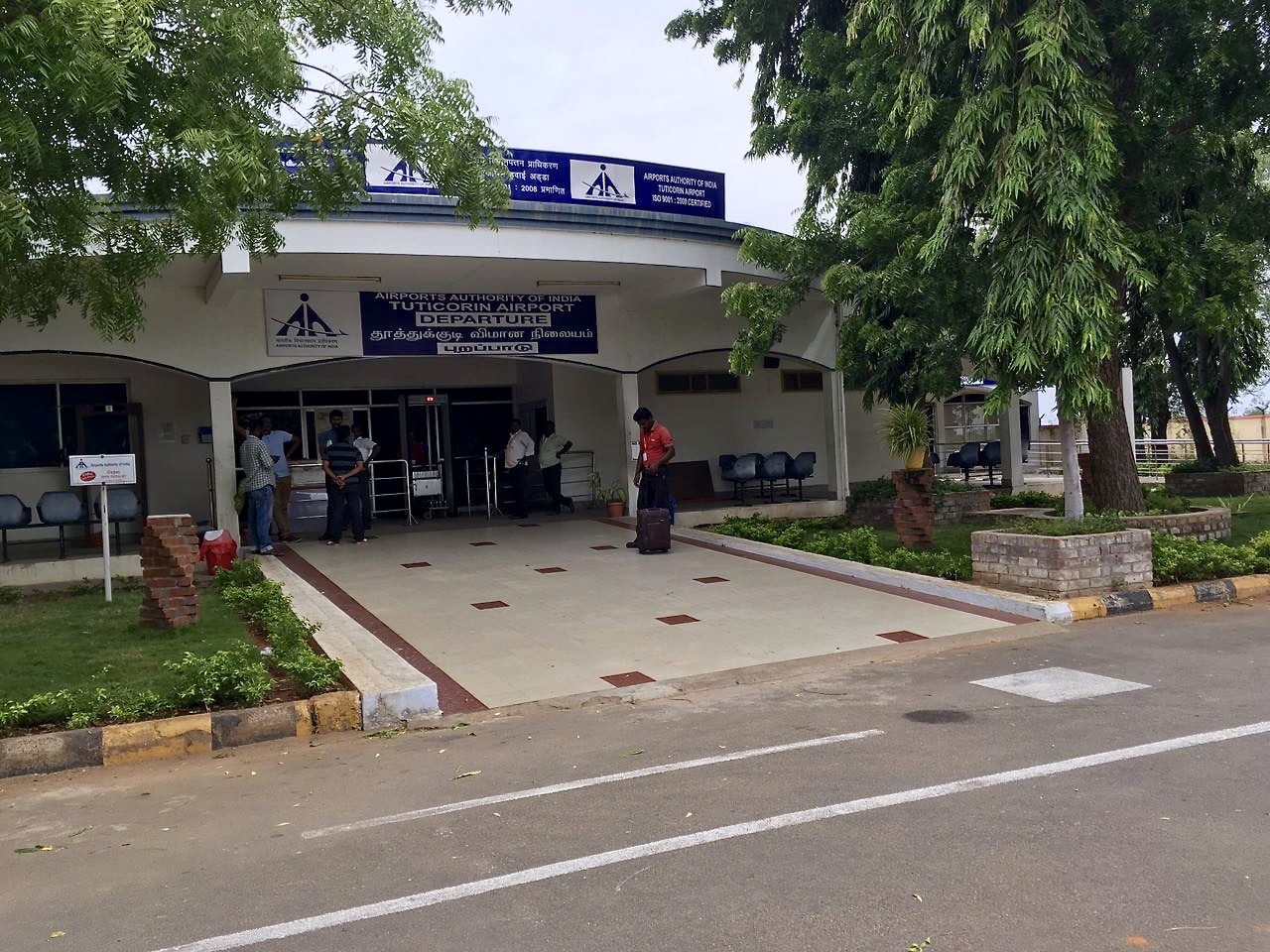
Entrada del aeropuerto

El aeropuerto de Tuticorin (IATA: TCR, OACI: VOTK) es un aeropuerto que atiende a la ciudad portuaria de Tuticorin en Tamil Nadu, India. También sirve a los distritos de Thoothukudi, Tirunelveli y Kanyakumari del estado. La instalación se encuentra a unos 15 km del centro de Tuticorin, y la Dirección de Aeropuertos de la India la gestiona. Se ofrecen vuelos regulares hacia Bangalore y Chennai a febrero de 2020.

## Historia
El aeropuerto de Tuticorin abrió en 1992, y Vayudoot fue la primera aerolínea en dar servicio a la ciudad. Cuando esta terminó operaciones en 1997, la pista cayó en un periodo de desuso. Por eso, la Dirección de Aeropuertos de la India tuvo que renovarla antes de que Air Deccan pudiera volar al aeropuerto. Esta compañía inició su servicio en 2006, enlazando Tuticorin con Chennai con un vuelo diario. La aerolínea luego se fusionó con Kingfisher Airlines, que siguió volando a Tuticorin hasta que cesó operaciones en 2012. Sin embargo, el aeropuerto no se quedó sin servicio al finalizar los vuelos de Kingfisher Airlines; SpiceJet había llegado a la ciudad en 2011, también ofreciendo un servicio a la capital del estado. IndiGo comenzó vuelos a Tuticorin en 2018.

## Instalaciones
El aeropuerto dispone de una pista que mide 1350 × 30 m y que es apta para aviones pequeños como el Bombardier Dash 8 Q400 y el ATR 72. La terminal ocupa 1000 m² y puede atender a entre 50 y 60 pasajeros. El ministerio de aviación civil del gobierno nacional ha autorizado un proyecto de expansión que ampliará la pista a 3115 × 45 m, lo cual permitirá la operación de aeronaves más grandes como el Airbus A320. Además, se planea construir una nueva terminal que pueda servir a 600 pasajeros. El costo de la ampliación de la pista se estima a un mil millón de rupias y el de la terminal a unos 1,8 mil millones. Se espera que las obras acaben para 2022.
El aeropuerto también cuenta con una instalación que permite el aterrizaje de aeronaves por la noche, pero todavía necesita una licencia para que pueda entrar en funcionamiento.

## Servicio aéreo
A febrero de 2020, las siguientes compañías operan en el aeropuerto:
| Aerolíneas | Destinos           |
| ---------- | ------------------ |
| IndiGo     | Bangalore, Chennai |
| SpiceJet   | Chennai            |

## Estadísticas
Ver fuente y consulta Wikidata.